# Жанажол (родовище)
Жанажол (родовище) — нафтогазоконденсатне родовище на заході Казахстану.

## Геологічна інформація та запаси
Родовище виявили унаслідок розвідувального буріння в 1978 році.
Поклади вуглеводнів знаходяться у підсольових відкладах на глибинах від 1,9 до 3,8 км. Вони передусім пов'язані із двома карбонатними (вапняки та доломіти) комплексами, відомими як «Карбонатна товща 1» та «Карбонатна товща 2» (КТ І та КТ ІІ). Розташована вище КТ І відноситься до гжельського, касимовського ярусів верхнього карбону та верхньої частини московського ярусу середнього карбону, тоді як КТ ІІ складається з порід нижньої частини московського ярусу та башкирського ярусу середнього карбону.
Родовище розпадається на 2 фактично самостійні структури — південний та північний куполи. Наразі в розробку введено 9 експлуатаційних об'єктів (пачок) — 4 у КТ І (3 у південному та 1 у північному куполі) та 5 у КТ ІІ (3 у південному та 2 у північному куполі). З КТ І пов'язана газоконденсатонафтова частина родовища, тоді як на КТ ІІ припадає дві третини запасів нафти.
Газові шапки містять газ із значним вмістом гомологів метану — близько 18,5 %. На метан у середньому припадає 73,24 %, на сірководень та азот 2,94 % та 1,93 % відповідно.  
Початкові видобувні запаси рідких вуглеводнів оцінили у 119,8 млн тонн. Початкові запаси газу (як вільного, так і супутнього) оцінювались у 133 млрд м3.

## Розробка родовища
Розробка Жанажолу стартувала в 1983 році. Наразі проектом опікується компанія «СНПС-Актобемунайгаз», 60,73 % акцій якої в 1997-му придбала китайська China National Petroleum Corporation.
Для підтримки пластового тиску використовують закачування води, яке станом на початок 2020-х років компенсує відбір пластової рідини на 97 %. Також активно використовують газліфтну експлуатацію. Фонд свердловин родовища досягнув 676 одиниць, з них 666 діючі. Серед останніх 284 відносяться до нагнітальних, а 43 до газовидобувних. 
Продукція надходить для підготовки на газопереробний завод Жанажол. Товарний газ видають по трубопроводах Жанажол – КС-13 та Жанажол – Актобе. Частину газу споживає власна ТЕС Жанажол.
У 2020-му на Жанажолі видобули 1,36 млн тонн рідких вуглеводнів (у т. ч. 0,26 млн тонн конденсату, вилученого з газових шапок), а також 3,8 млрд м3 газу (в т. ч. 2,7 млрд м3 вільного газу). Накопичений видобуток становив 89 млн тонн рідких вуглеводнів (74,3 % видобувних запасів) та 61,6 млрд м3 газу (в т. ч. 17,9 млрд м3 вільного газу).